# Gran Premi de Mònaco del 2001

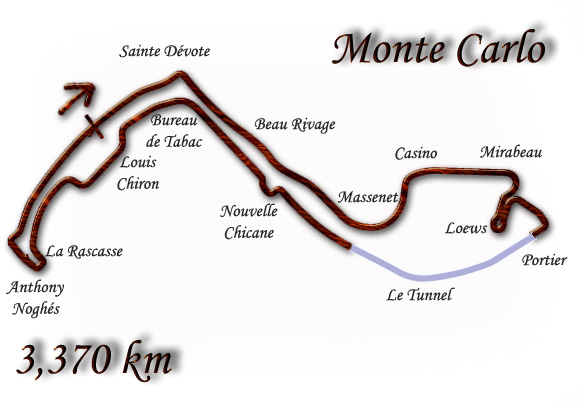
Mapa del circuit de Mònaco.

Resultats del Gran Premi de Mònaco de Fórmula 1 de la temporada 2001, disputat al circuit urbà de Montecarlo el 27 de maig del 2001.

## Resultats de la cursa
| Pos | No | Pilot                 | Equip              | Voltes | Temps/ Retir.  | Pos. de sort. | Punts |
| --- | -- | --------------------- | ------------------ | ------ | -------------- | ------------- | ----- |
| 1   | 1  | Michael Schumacher    | Ferrari            | 78     | 1h 47' 22. 561 | 2             | 10    |
| 2   | 2  | Rubens Barrichello    | Ferrari            | 78     | + 0.431 s      | 4             | 6     |
| 3   | 18 | Eddie Irvine          | Jaguar - Cosworth  | 78     | + 30.698 s     | 6             | 4     |
| 4   | 10 | Jacques Villeneuve    | BAR - Honda        | 78     | + 32.454 s     | 9             | 3     |
| 5   | 4  | David Coulthard       | McLaren - Mercedes | 77     | + 1 Volta      | 1             | 2     |
| 6   | 22 | Jean Alesi            | Prost - Acer       | 77     | + 1 Volta      | 11            | 1     |
| 7   | 8  | Jenson Button         | Benetton - Renault | 77     | + 1 Volta      | 17            |       |
| 8   | 14 | Jos Verstappen        | Arrows - Asiatech  | 77     | + 1 Volta      | 19            |       |
| 9   | 15 | Enrique Bernoldi      | Arrows - Asiatech  | 76     | + 2 Voltes     | 20            |       |
| 10  | 17 | Kimi Räikkönen        | Sauber - Petronas  | 73     | + 5 Voltes     | 15            |       |
| Ret | 5  | Ralf Schumacher       | Williams - BMW     | 57     | Part elèctrica | 5             |       |
| Ret | 20 | Tarso Marques         | Minardi - European | 56     | Transmissió    | 22            |       |
| Ret | 21 | Fernando Alonso       | Minardi - European | 54     | Caixa canvi    | 18            |       |
| Ret | 11 | Heinz-Harald Frentzen | Jordan - Honda     | 49     | Accident       | 13            |       |
| Ret | 7  | Giancarlo Fisichella  | Benetton - Renault | 43     | Caixa canvi    | 10            |       |
| Ret | 12 | Jarno Trulli          | Jordan - Honda     | 30     | Hidràulics     | 8             |       |
| Ret | 23 | Luciano Burti         | Prost - Acer       | 24     | Caixa canvi    | 21            |       |
| Ret | 19 | Pedro de la Rosa      | Jaguar - Cosworth  | 18     | Hidràulics     | 14            |       |
| Ret | 3  | Mika Häkkinen         | McLaren - Mercedes | 15     | Direcció       | 3             |       |
| Ret | 9  | Olivier Panis         | BAR - Honda        | 13     | Direcció       | 12            |       |
| Ret | 6  | Juan Pablo Montoya    | Williams - BMW     | 2      | Virolla        | 7             |       |
| Ret | 16 | Nick Heidfeld         | Sauber - Petronas  | 0      | Col·lisió      | 16            |       |

## Altres
- Pole: David Coulthard 1' 17. 430
- Volta ràpida: David Coulthard 1' 19. 424 (a la volta 68)